# Кртина (Требнє)
Кртина (словен. Krtina) — поселення в общині Требнє, регіон Південно-Східна Словенія, Словенія.